# Univers

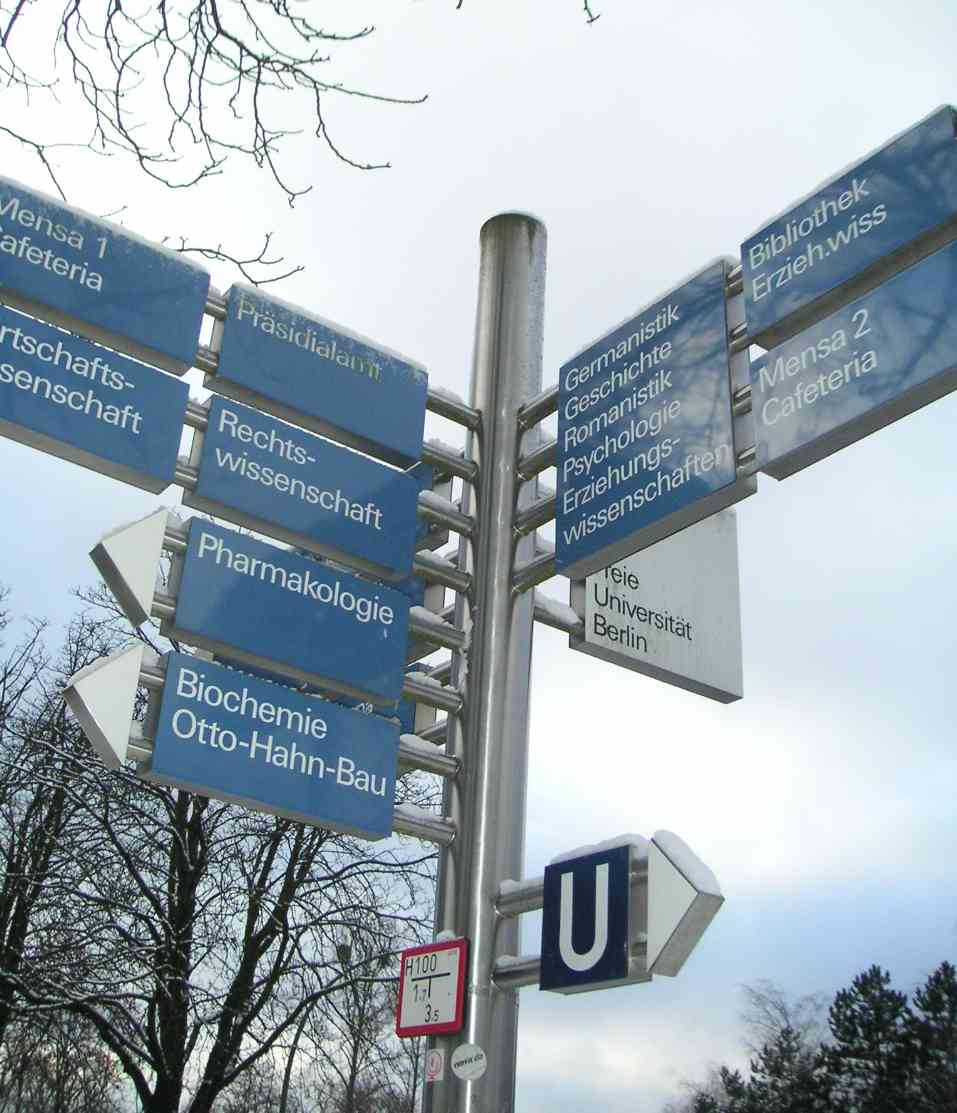
Campus-Wegweiser an der Freien Universität Berlin

Die Univers [yniˈvɛʁ] ist eine serifenlose Linear-Antiqua-Schrift, die in den Jahren 1950/1951 bis 1956 von Adrian Frutiger entworfen und 1957 von der Schriftgießerei Deberny & Peignot veröffentlicht wurde. Sie ist für ihre sachliche und kühle Eleganz sowie ihre gute Lesbarkeit auch aus größerer Entfernung bekannt.

## Eigenschaften
Die Univers ist der Helvetica auf den ersten Blick recht ähnlich, welche etwa zur gleichen Zeit von Max Miedinger entworfen wurde. Die Helvetica und die Univers zählen vermutlich zu den am häufigsten verwendeten Schriftarten der Schweizer Typografie.
Unterschiedliche Strichstärken und Zeichenbreiten innerhalb der Schriftfamilie, die aus insgesamt 21 (später 27) Schriftschnitten besteht, werden durch ein Zahlensystem anstelle von Namen gekennzeichnet – ein System, das Frutiger später auch für andere Schriftarten verwendete: So steht z. B. Univers 55 für den normalen Schriftschnitt mit normaler Strichstärke und Zeichenbreite («Roman» oder «Regular»), Univers 67 für den fetten Schriftschnitt mit schmaler Zeichenbreite («Condensed Bold») usw.
Die Univers genoss große Popularität in den 1960er- und 1970er-Jahren und ist bis heute eine der am meisten genutzten serifenlosen Schriftarten.

## Verwendung
Die Univers wird unter anderem von BP, Esso, der Deutschen Bank, der Messe Frankfurt, der DLRG und der Fluglinie Swiss verwendet. Apple verwendete diese Schriftart in ihrer Kursivvariante für die Beschriftung der Tastaturen. Außerdem war die Univers 55 Hausschrift der Olympischen Sommerspiele 1972 in München. Bis 2002 war Univers die Hausschrift der Siemens AG, die danach auf eigens gestaltete Schriften umstellte.
Seit Einführung der Digitalen Topographischen Karten (um 2010) werden sämtliche Beschriftungen in allen amtlichen Kartenwerken Deutschlands in verschiedenen Schnitten der Univers gesetzt. Seit 15. Juli 2005 verwendet FedEx diese Schriftart für die Unterschriften unter dem Firmenlogo, wie z. B. „Express“, „Ground“ etc. und als offizielle Schriftart für öffentliche Kommunikation. Der Internationale Eisenbahnverband (UIC) empfiehlt im Merkblatt UIC 640 für Anschriften an Triebfahrzeugen die Schriftart Univers 65 halbfett oder 67 schmalhalbfett; tatsächlich verwendet wird diese von der Nationalen Gesellschaft der Belgischen Eisenbahnen (SNCB) und früher von der niederländischen Bahngesellschaft NS. Letztere hat inzwischen auf die Schriftart Frutiger umgestellt, bei der sich Ziffern bei schlechten Sichtbedingungen besser unterscheiden lassen.

## Fortentwicklung
Im Jahr 1997 wurde eine von Adrian Frutiger in Zusammenarbeit mit Linotype vollständig überarbeitete Univers-Schriftfamilie unter dem Namen Linotype Univers vorgestellt. Sie besteht nun aus 63 verschiedenen Schnitten, die für dieses Projekt weitgehend neu konzipiert und gezeichnet wurden. Darin enthalten sind vier Monospaced-Schnitte.
2010 erstellte Akira Kobayashi, der Typedirektor von Linotype, mit Adrian Frutiger zur Linotype Univers passende Kapitälchen. Gleichzeitig wurden diese Schnitte unter dem Namen Univers Next herausgegeben. Damit passt der Name besser zu den anderen Schriften der Platinum Collection von Linotype, in der die verbesserten Klassikerschriften zusammengefasst sind.
In der DDR wollte man sich nicht von den Herstellern aus dem Westen abhängig machen und schuf als sozialistische Antwort auf die Univers und die Helvetica die Schriftart Maxima.

## Klassifikation der Schrift
- Nach DIN 16518 kategorisiert man die Univers in der Gruppe VIa (Serifenlose Linearantiqua mit klassizistischem Charakter)
- Hans Peter Willberg würde sie in seiner Klassifikationsmatrix als statische Grotesk einordnen